# Fédération nationale des cinémas français
La Fédération nationale des cinémas français (FNCF) est le regroupement des différents syndicats professionnels qui regroupent les salles de cinéma françaises. Cette fédération a été créée en 1945.
Vingt-trois syndicats composent cette fédération. La plupart d'entre eux sont des syndicats régionaux (Chambre syndicale des directeurs de cinémas de la région Nord et Pas-de-Calais, Syndicat lyonnais des exploitants de cinémas, Syndicat des cinémas de l'Ouest, Chambre syndicale des cinémas de Normandie, Syndicat des directeurs de cinémas de l'Est, UCF Cinémas, etc.), d'autres sont des syndicats catégoriels (Syndicat des cinémas d'art, de répertoire et d'essai, UNICINÉ, etc.).
La FNCF représente la quasi-totalité des 2 000 cinémas français, quelle que soit leur nature : multiplexes, moyennes et petites exploitations, salles d'art et essai, salles privées, associatives ou municipales, circuits itinérants, etc.

## Rôle
Le rôle de la FNCF est d'être le représentant de l'ensemble des salles de cinéma face à tous les interlocuteurs potentiels, à commencer par les Pouvoirs Publics : ministère de la Culture, Centre national du cinéma et de l'image animée (CNC), Parlement, etc. Ce rôle est également important auprès des autres organisations professionnelles : auteurs, producteurs, distributeurs, chaînes de télévision, vidéo, etc. La FNCF peut être amenée à intervenir dans tout autre domaine dès lors qu'il concerne l'intérêt général de l'exploitation et du cinéma.
Son Congrès annuel, qui a réuni plus de 2000 participants lors de l'édition 2012, est devenu l’un des grands rendez-vous de l’année cinématographique,,. À cette occasion est remis un prix spécial, le « ticket d'or », au distributeur du film ayant obtenu le plus d'entrées sur l'année calendaire précédente.

## Principales initiatives
- Lancement de la Fête du cinéma le 14 juin 1985 afin de permettre à un plus grand monde de venir aux séances en réduisant pendant une période donnée, le prix des billets.
- Lancement du Printemps du cinéma en 2000.
- La Rentrée du cinéma entre 2004 et 2009.
- Contribution à la Journée des techniques de l'exploitation et de la distribution[6] depuis 2007.
- Lancement de l'opération « Moins de 14 ans 4 euros » depuis le 1er janvier 2014.

## Différentes signatures
Afin de promouvoir le cinéma en salles, la FNCF a inventé différents slogans ou différentes signatures :
- "Le cinéma a un espace naturel : les cinémas"
- "L'émotion grand écran"
- "Au cinéma, la Star c'est Vous"
- "Il y a toujours un cinéma proche de vos émotions" (depuis 2010)

## Dirigeants
Principaux dirigeants :
- Présidents d’honneur : Pierre Pezet, Jean Labé
- Président : Richard Patry
- Président délégué : Olivier Grandjean
- Secrétaire général : Yves Sutter
- Présidents adjoints : Christine Beauchemin-Flot, François Thirriot, Aurélie Delage et Brigitte Maccioni
- Trésorier : Thierry Tabaraud
- Président de la branche de la petite exploitation : Rafaël Maestro
- Président de la branche de la moyenne exploitation : Cédric Aubry
- Présidente de la branche de la grande exploitation : René Kraus

### Livres
- Laurent Creton, Kira Kitsopanidou (sous la direction de), Les salles de cinéma : enjeux, défis et perspectives, Armand Colin/Recherches, Paris, novembre 2013.
- Jean-Michel Frodon, Dina Iordanova (editors), Cinemas of Paris, University of St Andrews, St Andrews Film Studies, Scotland, 2016.

### Articles
- Claude Forest, " Exploitants-spectateurs : de l'attractivité à l'épuisement accéléré de l'innovation technologique ", in Patrick Louguet, Fabien Maheu (coordonné par), Cinéma(s) et nouvelles technologies, L'Harmattan, Paris, 2011.
- Jean-Louis Renoux (directeur de la publication), Grand Écran, n° 70, Gaumont, Neuilly-sur-Seine, 2000.